# Polystachya carnosa
Polystachya carnosa är en orkidéart som beskrevs av Phillip James Cribb och Podz. Polystachya carnosa ingår i släktet Polystachya och familjen orkidéer. Inga underarter finns listade i Catalogue of Life.